# St. Jakobus der Ältere (Jüchen)

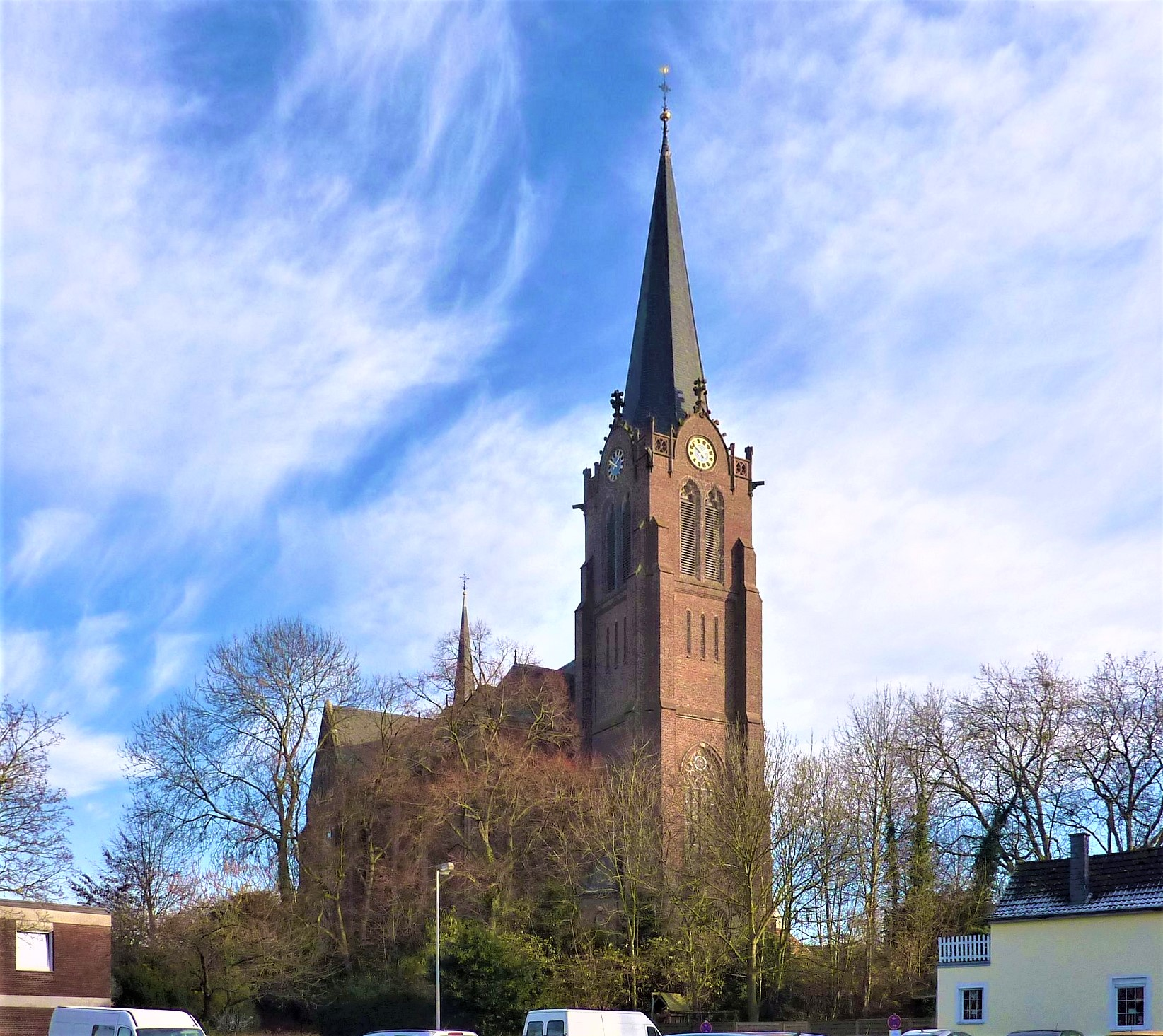
St. Jakobus der Ältere in Jüchen

St. Jakobus der Ältere ist eine römisch-katholische Pfarrkirche in Jüchen im Rhein-Kreis Neuss in Nordrhein-Westfalen. Sie wurde zwischen 1894 und 1898 nach Plänen von Julius Busch erbaut und zwischen 1910 und 1912 nach Plänen von Theodor Roß erweitert. 
Die Kirche ist dem Patronat Jakobus des Älteren anvertraut und als Baudenkmal unter Nr. 12 in die Liste der Baudenkmäler in Jüchen eingetragen.
Zur Pfarre zählen neben Jüchen auch Garzweiler mit der Kirche St. Pankratius, Bissen, Bontenbroich, Hamscherhof, Jägerhof, Jüchenerbroich, Kelzenberg, Mürmelen, Priesterath, die Röbershöfe und Schaan.

## Geschichte
Eine Kirche in Jüchen wurde erstmals 1222 in einer Abschrift des Prümer Urbars erwähnt, wahrscheinlich verfügte Jüchen schon wesentlich länger über ein eigenes Gotteshaus. Kollator der Kirche war bis zur Franzosenzeit das Stift Nideggen. Bei der erwähnten Kirche handelte es sich um einen romanischen Bau, der im Osten mit einem Kleeblattchor schloss, dessen Fundamente beim Abbruch der alten Kirche entdeckt worden sind. Im 15. Jahrhundert stürzten teile der Kirche ein, 1642 brannten hessische Truppen die Kirche nieder. Anschließend wurde die Kirche aber wieder aufgebaut. Bei einem Unwetter am 7. August 1705 stürzte der Glockenturm ein und zerstörte dabei das Mittelschiff, den Chor und das nördliche Seitenschiff. Zunächst baute man das Mittelschiff wieder auf, zwischen 1708 und 1709 den Glockenturm. Der Chorraum wurde von 1729 bis 1733 neu erbaut und das nördliche Seitenschiff 1737. Es war eine barocke Kirche entstanden. Die Kirchweihe fand am 25. Oktober 1750 statt.
Mitte des 19. Jahrhunderts war eine Sanierung der barocken Kirche notwendig geworden. Aufgrund des uneinheitlichen Erscheinungsbildes, was den verschiedenen Bauphasen geschuldet war, reifte der Entschluss zu einem Neubau unter Beibehaltung des Turmes. 1893 wurde schließlich der Neubau beschlossen. Man beauftragte den Neusser Architekten Julius Busch mit den Planungen für die neue, heutige Pfarrkirche. Nach Abriss des alten Kirchenschiffes fand der Erste Spatenstich am 21. Juni 1894 statt, die Grundsteinlegung war am 5. August 1894. 1898 war die neue Kirche unter Einbeziehung des alten Turmes fertiggestellt. Die feierliche Kirchweihe und Konsekration der Altäre nahm der Kölner Weihbischof Antonius Fischer am 18. Oktober 1900 vor.
Aufgrund der stetig steigenden Bevölkerungszahl wurde die Kirche schon nach nur 10 Jahren zu klein und der Kirchenvorstand beschloss die Erweiterung. Dazu wurde der alte Glockenturm abgerissen und die Kirche zwischen 1910 und 1912 nach Westen hin um zwei Joche verlängert und ein neuer Glockenturm erbaut. Die Pläne hierzu lieferte der Kölner Architekt Theodor Roß.
Im Zweiten Weltkrieg wurde die Pfarrkirche am 28. Februar 1945 durch Artilleriebeschuss beschädigt, diese Schäden konnten jedoch schnell behoben werden.

## Baubeschreibung
St. Jakobus der Ältere ist eine dreischiffige Hallenkirche aus Backsteinen in Formen der Neugotik mit einem vierjochigen Langhaus, Querschiff und fünfseitig geschlossenem Chor. Über der Vierung erhebt sich ein schlanker Dachreiter. Im Westen ist der Kirche ein viergeschossiger, ca. 67 m hoher Kirchturm vorgebaut. 

## Glocken
Im Glockenturm befindet sich ein fünfstimmiges Geläut aus 4 Bronze-Glocken und einer Stahlglocke.
| Nr. | Name        | Gussjahr | Gießer                                                    | Durchmesser (mm) | Gewicht (kg, ca.) | Schlagton (HT-1/16) | Inschrift |
| --- | ----------- | -------- | --------------------------------------------------------- | ---------------- | ----------------- | ------------------- | --------- |
| 1   | Totenglocke | 1922     | Bochumer Verein für Gußstahlfabrikation, Bochum           | 1665             | 1847              | h0 +-0              | –         |
| 2   | Jakobus     | 1972     | Eifeler Glockengießerei Johannes Mark & Sohn, Brockscheid | 1442             | 1885              | cis′ +1             | –         |
| 3   | Josef       | 1972     | Eifeler Glockengießerei Johannes Mark & Sohn, Brockscheid | 1216             | 1125              | e′ +3               | –         |
| 4   | Maria       | 1972     | Eifeler Glockengießerei Johannes Mark & Sohn, Brockscheid | 1080             | 810               | fis′ +6             | –         |
| 5   | Katharina   | 1972     | Eifeler Glockengießerei Johannes Mark & Sohn, Brockscheid | 898              | 470               | a′ +7               | –         |

## Pfarrer
Folgende Priester wirkten bislang als Pfarrer an St. Jakobus:
| von – bis | Name             |
| --------- | ---------------- |
| 1865–1893 | Wilhelm Döhler   |
| 1893–1920 | Lambert Bäumer   |
| 1920–1947 | Josef Laumen     |
| 1947–1962 | Josef Brehorst   |
| 1962–1979 | Matthias Schmitz |
| 1980–1980 | Otto Kaempffer   |
| 1981–1999 | Hermann Kurth    |
| Seit 1999 | Ulrich Clancett  |